# Eremulus clavatoflagellatus
Eremulus clavatoflagellatus är en kvalsterart som beskrevs av Lombardini 1963. Eremulus clavatoflagellatus ingår i släktet Eremulus och familjen Eremulidae. Inga underarter finns listade i Catalogue of Life.